# Johann Ernst (Sachsen-Eisenach)

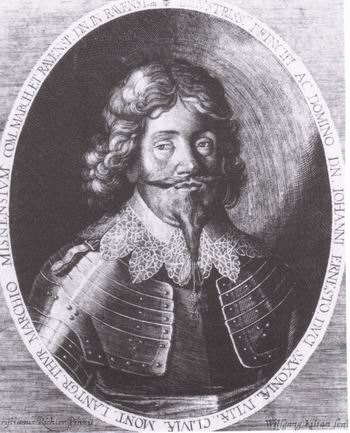
Herzog Johann Ernst von Sachsen-Eisenach

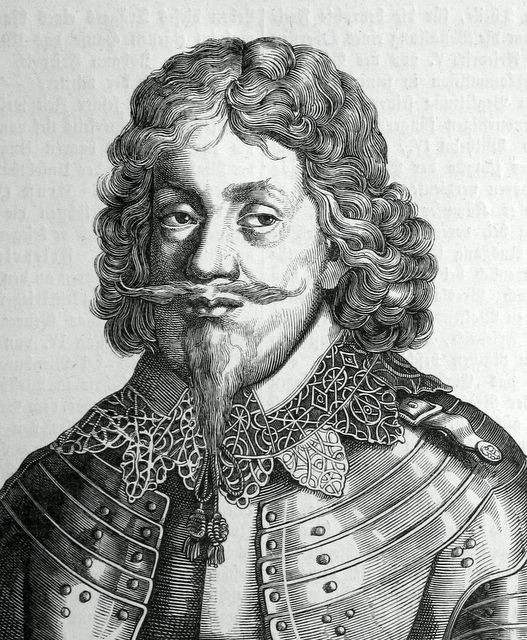
Herzog Johann Ernst von Sachsen-Eisenach

Johann Ernst (* 9. Juli 1566 auf Burg Grimmenstein in Gotha; † 23. Oktober 1638 in Eisenach) war Herzog von Sachsen-Eisenach und von 1572 (nominell, zunächst unter Vormundschaft), ab 1586 mit eigenständiger Regentschaft (zusammen mit seinem Bruder Johann Casimir) auch Herzog von Sachsen-Coburg (bis 1596). Ab 1633 regierte er erneut neben Sachsen-Eisenach auch das Herzogtum Sachsen-Coburg, diesmal allein. Er stammte aus der Familie der ernestinischen Wettiner.

## Leben
Johann Ernst wurde als jüngster Sohn des Herzogs Johann Friedrich II., des Mittleren und dessen Ehefrau Elisabeth, einer geborenen Pfalzgräfin bei Rhein geboren. Sein Großvater, Johann Friedrich I., der Großmütige, hatte noch den Titel eines sächsischen Kurfürsten getragen, die Kurwürde aber nach der Schlacht bei Mühlberg im Schmalkaldischen Krieg an seinen albertinischen Verwandten Moritz von Sachsen verloren. Sein Vater trachtete seitdem danach, die Kurwürde für die Ernestiner zurückzuerlangen. Zu diesem Zweck nahm er einen geächteten Ritter, Wilhelm von Grumbach, bei sich auf, was schließlich dazu führte, dass auch über seinen Vater die Reichsacht verhängt wurde. Nur ein Jahr nach seiner Geburt wurde die Burg seines Vaters von Truppen des Kurfürsten August von Sachsen belagert und schließlich erobert. Sein Vater geriet in kaiserliche Gefangenschaft (vgl.  Grumbachsche Händel) aus der er zeit seines Lebens nicht mehr entkommen sollte. Seine Mutter, seine beiden Brüder und Johann Ernst mussten aus Gotha fliehen. Sie fanden zunächst Aufnahme bei seinem Onkel, dem Herzog Johann Wilhelm von Sachsen-Weimar, der auch die Vormundschaft für die Prinzen und die Verwaltung der Gebiete Johann Friedrich des Mittleren übernahm. Nach einer kurzen Zeit in Weimar lebte Johann Ernst zusammen mit seiner Mutter und seinen Brüdern in Eisenach und Eisenberg.
Zwischenzeitlich war aber auch sein Onkel, Johann Wilhelm von Sachsen-Weimar beim Kaiser in Ungnade gefallen. Auf Betreiben des Kaisers beschloss deshalb der Reichstag in Speyer 1570, die drei Söhne Johann Friedrichs des Mittleren wieder in die Rechte ihres Vaters einzusetzen.
1572 starb sein älterer Bruder Friedrich Heinrich am Fleckfieber. Ende des gleichen Jahres wurde durch den Erfurter Teilungsvertrag die Entscheidung des Reichstages von Speyer umgesetzt. Die Gebiete seines Vaters wurden wieder aus dem Herzogtum Sachsen-Weimar herausgelöst, aus ihnen wurde das neue Herzogtum Sachsen-Coburg-Eisenach geschaffen. Johann Ernst wurde zusammen mit seinem älteren Bruder Johann Casimir zum Regenten des neuen Landes berufen, aufgrund ihrer Minderjährigkeit jedoch zunächst unter der Vormundschaft der drei weltlichen Kurfürsten Friedrich III. von der Pfalz, Johann Georg von Brandenburg und August von Sachsen, dieser übernahm auch die Leitung der Regentschaft über Sachsen-Coburg-Eisenach.
Herzogin Elisabeth reiste im Sommer 1572 nach Wiener Neustadt ab, wo sie mit ihrem immer noch in kaiserlicher Gefangenschaft befindlichen Ehemann mit eigenem Hofstaat lebte. Die beiden jungen Prinzen, Johann Casimir und Johann Ernst, zogen nach Coburg um, der künftigen Residenzstadt des neuen Fürstentums. Im Alter von nur sechs Jahren wurde Johann Ernst somit dauerhaft von seinen beiden Eltern getrennt und der Erziehung fremder Personen anvertraut. Seine Vormünder unterzeichneten in Johann Ernsts Namen die Konkordienformel von 1577 und das Konkordienbuch von 1580.
Ab 1578 besuchte Johann Ernst gemeinsam mit seinem Bruder die Universität in Leipzig.
Nachdem sein älterer Bruder 1586 Anna von Sachsen, die Tochter des sächsischen Kurfürsten August, geheiratet hatte, wurde die Vormundschaft aufgehoben, und Johann Casimir trat zusammen mit seinem Bruder die eigenständige Regentschaft von Sachsen-Coburg-Eisenach an. Johann Casimir und Johann Ernst regierten das Fürstentum die nächsten zehn Jahre gemeinsam, wobei allerdings Johann Casimir als älterer Bruder die Hauptverantwortung für die Regierung trug.
Während der gemeinsamen Regentschaft begann eine gemeinsame Münzprägung, die auch nach der Trennung bis 1633 fortgeführt wurde. Es wurden mehrere Eintrachtstaler als Reichstaler in Übereinstimmung mit der Reichsmünzordnung geprägt.
Auch um sich räumlich von seinem Bruder zu entfernen, errichtet sich Johann Ernst ab 1587 ein eigenes Schloss in der kleinen Gemeinde Marksuhl, die im Eisenacher Landesteil des Fürstentums lag. Ab 1590 zog sich Johann Ernst ganz aus der Regierung des Herzogtums zurück, mit seinem Bruder vereinbarte er, dass dieser das Herzogtum für fünf Jahre allein regieren sollte. Als diese Zeit verstrichen war, vereinbarte er schließlich 1596 mit seinem Bruder eine neue Landesteilung. Das Herzogtum Sachsen-Eisenach wurde von Sachsen-Coburg abgetrennt, während Sachsen-Coburg bei Johann Casimir blieb, erhielt Johann Ernst Sachsen-Eisenach als eigenständiges Fürstentum. Damit wurde Sachsen-Eisenach zum ersten Mal in seiner Geschichte eine eigene unabhängige politische Einheit innerhalb des Heiligen Römischen Reiches. Johann Ernst verlegte noch im gleichen Jahr seine Residenz von Marksuhl nach Eisenach, der neuen Hauptstadt seines Landes, wo er zunächst den Landgrafenhof bewohnte und mit der Errichtung eines eigenen Schlosses begann.
1598 richtete Johann Ernst für sein Herzogtum eine eigene Landesregierung und ein Konsistorium ein. 1633 verstarb sein Bruder, Herzog Johann Casimir von Sachsen-Coburg, kinderlos. Johann Ernst erbte deshalb Sachsen-Coburg, bis zu seinem Tod 1638 regierte er beide Länder in Personalunion, behielt jedoch seine Residenz in Eisenach bei.

## Familie
Johann Ernst heiratete 1591 Elisabeth, eine geborene Gräfin von Mansfeld-Hinterort. Diese starb jedoch 1596 bei der Geburt seines einzigen Sohnes, der ebenfalls bereits kurz nach der Geburt starb. In zweiter Ehe heiratete er 1598 Christine, eine geborene Landgräfin von Hessen-Kassel. Die Ehe war glücklich, blieb jedoch kinderlos.
Mit dem Tode Johann Ernst war deshalb die ältere Linie von Sachsen-Coburg und Eisenach wieder erloschen. Sein Fürstentum wurde unter den noch bestehenden ernestinischen Linien Sachsen-Altenburg und Sachsen-Weimar aufgeteilt.